# Бен Галлоран
Бен Галлоран (англ. Ben Halloran, нар. 14 червня 1992, Кернс) — австралійський футболіст, півзахисник німецької «Фортуни» (Дюссельдорф) та національної збірної Австралії.

## Клубна кар'єра
У дорослому футболі дебютував 2010 року виступами за команду клубу «Голд-Кост Юнайтед», в якій провів два сезони, взявши участь у 26 матчах чемпіонату. 
Своєю грою за цю команду привернув увагу представників тренерського штабу клубу «Брисбен Роар», до складу якого приєднався 2012 року. Відіграв за брисбенську команду наступний сезон своєї ігрової кар'єри. Більшість часу, проведеного у складі «Брисбен Роар», був основним гравцем команди.
До складу німецького клубу «Фортуна» (Дюссельдорф) приєднався 2013 року.

## Виступи за збірну
26 травня 2014 року дебютував в офіційних матчах у складі національної збірної Австралії, вийшовши на поле у товариській грі проти збірної Південно-Африканської Республіки.

## Титули і досягнення
- Володар Кубка Австралії (2):

«Аделаїда Юнайтед»: 2018, 2019